# GAM-87 Skybolt
Douglas GAM-87 Skybolt (tên khác là AGM-48 Skybolt) là một kiểu tên lửa đạn đạo phóng từ máy bay (ALBM) từng được Hoa Kỳ thử nghiệm rồi hủy bỏ vào đầu những năm 1960.
Năm 1958, quân đội Mỹ đã xây dựng một chương trình bí mật là Bolt Orion (WS-199B) nhằm xây dựng một tên lửa đạn đạo phóng từ máy bay. Đến năm 1962 thì Mỹ đặt cho loại tên lửa này mã định danh là AGM-48 Skybolt. Tên lửa này được thiết kế với trọng lượng 5 tấn, chiều dài 11,66 m và đường kính 0,89 m, tầm bắn 1.800 km, độ cao đạn đạo đạt 480 km với tốc độ tối đa lên đến Mach 12,5. Tuy nhiên, các thử nghiệm bắt đầu vào tháng 4 năm 1962 đã diễn ra với kết quả rất tồi tệ, với 5 thử nghiệm đầu tiên đã kết thúc thất bại và chỉ có 1 lần thành công vào tháng 12/1962, và Tổng thống Mỹ là John F Kennedy chính thức hủy bỏ chương trình vào ngày 22/12/1962. Một chiếc B-52G đã phóng tên lửa XGAM-87A cuối cùng lao xuống Đại Tây Dương một ngày sau khi chương trình bị hủy bỏ.

## Mô tả
AGM-48 được trang bị động cơ tên lửa nhiên liệu rắn hai tầng. Giống như mọi loại tên lửa đạn đạo thời kỳ đó, việc điều khiển tên lửa hoàn toàn bằng định vị quán tính. Hệ thống điều khiển dạng này có độ chính xác thấp, với độ lệch mục tiêu lên tới vài km ở cự ly phóng tối đa 1.850 km. Với độ chính xác thấp như vậy, AGM-48 gần như không có khả năng đánh trúng mục tiêu nếu mang đầu đạn chất nổ thông thường, nó chỉ có tác dụng tấn công khi mang theo đầu đạn hạt nhân.
Độ chính xác thấp cũng có nghĩa là AGM-48 không hữu dụng trong các cuộc chiến tranh thông thường, vốn không được phép sử dụng đầu đạn hạt nhân. Nhưng nếu xảy ra chiến tranh hạt nhân, thì các loại tên lửa đạn đạo phóng từ mặt đất hoặc tàu ngầm lại có tầm bắn và sức phá hủy lớn hơn nhiều so với AGM-48. Như vậy là AGM-48 tỏ ra vô dụng trong cả hai hình thức chiến tranh. Mục đích thiết kế sai, kết hợp với hàng loạt thử nghiệm thất bại là nguyên nhân khiến quân đội Mỹ quyết định hủy bỏ chương trình này.

## Vũ khí liên quan
Vào năm 2018, Nga giới thiệu loại tên lửa đạn đạo phóng từ máy bay Kh-47M2 Kinzhal. Một số tờ báo đã so sánh nó với AGM-48 Skybolt và cho rằng Kh-47M2 Kinzhal là một sản phẩm của Nga nhằm "bắt chước" Skybolt. Tuy nhiên, như đã nêu trên, AGM-48 Skybolt đã có 5/6 lần thử nghiệm thất bại và đã bị hủy bỏ vào năm 1962, nó chưa bao giờ vượt qua được giai đoạn thử nghiệm. Như vậy, Kh-47M2 Kinzhal mới chính là tên lửa đạn đạo phóng từ máy bay đầu tiên được chế tạo thành công trên thế giới, và Hoa Kỳ đến khi đó vẫn chưa có tên lửa tương tự trong trang bị.
Ngoài ra, do sự tiến bộ về công nghệ tên lửa, Kh-47M2 Kinzhal có 4 tính năng quan trọng mà AGM-48 Skybolt không có: 
- Kh-47M2 Kinzhal có khả năng thay đổi quỹ đạo ở các giai đoạn bay để né tránh hệ thống phòng thủ tên lửa của đối phương. Còn AGM-48 Skybolt chỉ có thể bay theo quỹ đạo parabol cố định như tên lửa đạn đạo thông thường.
- Kh-47M2 Kinzhal có khả năng thay đổi quỹ đạo nên độ cao bay của nó chỉ ở mức 80 km (ở cuối tầng bình lưu), ma sát với không khí sẽ tạo cho nó khả năng tàng hình plasma khiến tên lửa rất khó bị radar phát hiện. Còn AGM-48 Skybolt chỉ bay theo quỹ đạo parabol cố định nên nó sẽ vọt tới độ cao 500 km (không gian vũ trụ), ở độ cao này nó không có khả năng tàng hình plasma (do không có ma sát với không khí) nên dễ bị radar phát hiện.
- Kh-47 Kinzhal có khả năng đánh trúng cả những mục tiêu cố định lẫn di động với độ chính xác cao (sai số chỉ vài mét) nhờ vào đầu dẫn định vị vệ tinh kết hợp quán tính/quang học/radar chủ động. Còn AGM-48 Skybolt chỉ có định vị quán tính nên chỉ có thể tấn công mục tiêu cố định với độ chính xác thấp (sai số lên tới vài km ở cự ly phóng tối đa).
- Kh-47M2 Kinzhal có khối lượng chỉ khoảng 2,5 - 3,5 tấn, các loại máy bay tiêm kích như MiG-31, Su-57 cũng có thể mang được, còn AGM-48 Skybolt nặng tới 5 tấn, nên chỉ có máy bay ném bom hạng nặng như B-52 mới mang được.